# The Pleasure Principle (sång)
För andra betydelser, se The Pleasure Principle (olika betydelser).
"The Pleasure Principle" är en låt framförd av Janet Jackson, inspelad till hennes tredje studioalbum Control (1986). Jacksons skivbolag A&M Records gav ut låten som den sjätte singeln från albumet den 15 maj 1987. "The Pleasure Principle" skrevs och producerades av Monte Moir och innehöll ytterligare produktion av Jackson och Steve Wiese. Låten, en hymn för kvinnligt självförverkligande, beskriver hur en ung kvinna tar kontroll i en relation och vägrar nöja sig med den kärlekslösa materialism som hennes partner erbjuder. "The Pleasure Principle" är en R&B-låt, byggd runt ett syntpop-beat.
"The Pleasure Principle" mottog efter utgivningen positiva reaktioner från musikjournalister. Kommersiellt blev låten den första musiksingeln från albumet att inte nå topp-fem på singellistan Billboard Hot 100, utan den stannade istället på plats 14. Den nådde förstaplatsen på R&B-listan Hot Black Singles samt toppen på danslistan Hot Dance Club Play. Med låten förlängde Jackson sitt rekord som artisten med flest listettor på Hot Black Singles från ett och samma album, totalt fem stycken. Internationellt nådde "The Pleasure Principle" topp-40 på de flesta musikmarknader.
Musikvideon som skapades för att marknadsföra "The Pleasure Principle" regisserades av Dominic Sena. Den visar Jackson som anländer till en industrilokal i t-shirt och jeans och övar på dans. Musikvideon beskrevs av musikjournalister som ikonisk och mottog två prisnomineringar vid MTV Video Music Awards år 1988 varav Jackson vann en av dem. Likt flera andra av Jacksons musikvideor var den till "The Pleasure Principle" inflytelserik inom populärkulturen och har sedan utgivningen inspirerat ett flertal musiker. År 2001 samplade Jackson låten under en danspaus i musikvideon för singeln "All for You".

## Bakgrund
Efter att ha förhandlat fram ett skivkontrakt åt sin då 16-åriga dotter Janet Jackson, erhöll hennes far Joe Jackson därefter översyn och bestämmanderätten på hennes två första studioalbum Janet Jackson (1982) och Dream Street (1984). År 1985 sparkade Jackson sin far som manager och anlitade istället John McClain, en vicepresident på A&M Records' A&R-avdelning. Om beslutet kommenterade Jackson: "Jag ville bara komma hemifrån och inte behöva jobba med min pappa. Det var ett av de svåraste besluten jag någonsin fattat, att berätta för honom att jag inte ville jobba med honom igen."
McClain introducerade Jackson för låtskrivar- och produktionsteamet Jimmy Jam och Terry Lewis, som tidigare varit bandmedlemmar i gruppen The Time och även skapat musik åt Prince. Då Jacksons två första studioalbum beskrevs som omogen tuggummipop och inte var kommersiella framgångar, ville Jackson, McClain, Jam och Lewis utveckla och ge henne ett helt nytt sound och image. Control, utgivet i februari 1986, blev en massiv kommersiell framgång som mottog flerfaldigt platinacertifikat och genererade musiksinglarna "What Have You Done for Me Lately", "Nasty", "Control" och "Let's Wait Awhile", låtar som alla toppade amerikanska R&B-listan Hot Black Singles. Control blev en triumf för Jam och Lewis och omskrevs av Black Enterprise som den mest storslagna albumlanseringen sedan Jacksons bror Michael levererade Thriller (1982). Jackson blev en frontfigur i den växande MTV-rörelsen med avancerad danskoreografi skapad av Paula Abdul och påkostade musikvideor.

## Utgivning
Över ett år efter utgivningen av Control var albumspåret "The Pleasure Principle" populär på amerikansk radio, trots att den officiellt inte getts ut som en musiksingel. Låten, den enda på Control som varken skrevs eller producerades av Jam och Lewis, skapades istället av Monte Moir, The Times keyboardspelare. A&M beslutade att ge ut den som albumets sjätte och sista singel på den amerikanska musikmarknaden. Den skickades till både R&B (urban contemporary) och popradio (contemporary hit radio) den 15 maj 1987. Moir fick vetskap om låtens utgivning när han läste i Billboard. I en intervju sade han: "Det hade gått ett och ett halvt år sedan albumet släpptes. Jag hade sedan länge slutat arbeta med Jimmy Jam och Terry Lewis. Jag hade ingen aning om att den skulle släppas som singel, men jag visste att radio och nattklubbar spelade den mycket. Helt plötsligt var den nästa singel. Jag hade inte så stora förväntningar för radio hade redan spelat den så mycket." I USA tryckte A&M upp "The Pleasure Principle" på singel och maxisingel. På 7"-skivorna inkluderades "Fast Girls" (1984) från Jacksons Dream Street-album som b-sida. I Europa inkluderade A&M en sju minuter lång dansmix på vinylskivorna skapad av Shep Pettibone.

## Koncept och inspelning
Innan skapandet av "The Pleasure Principle" arbetade Moir med sina tidigare bandkollegor i inspelningsstudion Flyte Tyme i Minneapolis i Minnesota, och blev tillfrågad om han ville bidra med demolåtar till Jacksons musikalbum. I det tidiga stadiet var det inte fastställt vilken riktning albumet skulle ta, och trion diskuterade flera idéer varav den som skulle komma att bli "The Pleasure Principle" passade bäst. I en intervju år 1993 med Adam White från Billboard förklarade Moir att han började med att skapa musiken: 

"Jag hade beatsen och ackordstrukturen. Det jag brukar göra är att börja spela in på ett tomt kassettband, kanske med trummaskinen på, och sedan börjar jag spela. Jag kan göra slut på en hel sidas band medan jag sjunger med. Det var så jag gjorde här och kom på hur bryggan skulle låta och vissa partier mot slutet. Man kan sedan gå tillbaka och lyssna på bandet och höra intressanta detaljer som man annars skulle ha glömt om man inte spelat in sig själv."

Efter färdigställandet av kompositionen hade han varken koncept kring text eller titel, något som inte var ovanligt för honom. Moir kommenterade i en intervju 2018: "Allteftersom verserna började ta form, var jag tvungen att komma på vad jag ville säga. Jag famlade mig fram till titeln och det freudianska konceptet med lustprincipen ("The pleasure principle") och insåg att det passade bra tillsammans." Efter texten var färdigställd, skyndade Moir att spela in demolåten då det arbetades på många olika projekt samtidigt i studion. Jackson gick hem med demolåten och kom tillbaka nästa dag för att spela in den. Moir gillade att jobba tillsammans med Jackson då hon hade förberett sig ordentligt för att spela in låten. Han berättade:

"Hon gick hem och kom tillbaka och gjorde sin grej – typ redan nästa kväll. Hon kunde låten i princip utan och innan. Många sångare kommer till studion och har inte övat så mycket eller gjort sin hemläxa för att lära sig låten. De läser bara rakt av från notbladen. Det tenderar att ta längre tid eftersom det inte bara blir sångprestationen som kräver fokus utan också låttext och allt annat."

## Komposition och textanalys
"Generellt försöker jag måla med så breda penslar som möjligt när jag berättar historier och jag försöker uttrycka så mycket känslor som möjligt, vilket kan vara knepigt när man bara har ett fåtal verser att jobba med. Låttexten beskriver en situation som inte längre fungerar och som hon inte vill vara en del av längre. Det finns även en metafor i texten som jämför relationen med att åka limousin, hur hennes taxameter tickar och att hon istället bestämmer sig för att lämna via taxi. Nu i efterhand låter det så typiskt 80-tal."
"The Pleasure Principle" är en R&B-låt, uppbyggd kring ett syntpop-beat. Originalversionen har en total speltid på fyra minuter och femtioåtta sekunder (4:58). Den är skriven i tonarten c-dur och har ett tempo på 117 bpm. Den inleds med syntar och koskälla. Jackson tillämpar en ljus och lätt sångstil som beskrevs som "obekymrat" av webbplatsen The Singles Jukebox. Efter introt har låten beskrivits som "hektisk och energirik" med "bultande keyboardar, hoppande trummaskiner och medryckande bakgrundssång. Mot slutet av låten når Jacksons sång flera höga tonarter. När Sal Cinquemani från Slant Magazine kommenterade kompositionen ansåg han att syntarna lät som "trasiga stötdämpare" samtidigt som elgitarren kunde efterliknas med "bildäck som skriker på asfalt". Den innehåller även ett "rockinspirerat gitarrsolo" från den tidigare The Time-medlemmen Jellybean Johnson. Dansremixen skapad Shep Pettibone byggde vidare på kompositionens staccatorytmer genom inkluderandet av gitarrlicks, beat-breaks och nyinspelade sångriffs av Jackson.
Clash beskrev "The Pleasure Principle" som en "göra slut-låt" med "oemotståndliga" danspoptakter och en hymn till kvinnligt självförverkligande. Texten beskriver en ung kvinna som tar kontrollen i en kärleksrelation och vägrar nöja sig med den kärlekslösa materialism som hennes partner erbjuder. Jackson, som får en "bitterljuv självinsikt", inser sitt eget värde och sjunger: "What I thought was happiness was only part time bliss". Med texten dras sedan paralleller mellan en flyktig kärleksaffär och en åktur i en limousin. I en av verserna omnämns en "big yellow taxi", en nickning till Joni Mitchell-låten med samma namn som Jackson senare också samplade i sin "Got 'til It's Gone" från studioalbumet The Velvet Rope (1997). Justin Chadwick från Albumism tolkade partiet som att Jackson röt ifrån och inte tänkte fortsätta ta skit medan hon sjöng: "It's true you want to build your life on guarantees/ Hey, take a ride in a big yellow taxi/ I'm not here to feed your insecurities/ I wanted you to love me."

## Mottagande

### Kritikers respons
Musikjournalister var positiva till "The Pleasure Principle" efter utgivningen. Cash Box skrev: "Den enastående raden av singlar från Control fortsätter med den här brännande, högintensiva danslåten. Den rymliga, urbana atmosfären gör den till ett naturligt val i nattklubbar och på popradio". Ryan P. Murphy från The Spokesman-Review kommenterade: "Med utgivningen av 'The Pleasure Principle' förvandlas Jackson från ett one-hit wonder till ett sexfaldigt fenomen. 'Principle' är den sjätte singeln från Jacksons Control-album och kommer utan tvekan bli hennes sjätte att nå topp-fem." Kareem Gantt från AXS ansåg att jämfört med "Nasty" och "Control" var "The Pleasure Principle" mera nedtonad, men fortfarande en "utsökt groover". Pop Rescue jämförde den med musik utgiven av Jacksons äldre syster LaToya.
Clash inkluderade "The Pleasure Principle" på deras lista över Jacksons bästa låtar i karriären och skrev: "En ode till självkärlek. Låten är mer nedtonad i jämförelse med Jacksons övriga diskografi. Den är precis och försiktig men fortfarande en hit på dansgolven." Charles Waring från uDiscovermusic beskrev den som mera "tyglad" i jämförelse till Jam och Lewis övriga produktion på Control vilket lämnade mera utrymme för nyansering.

### Utmärkelser
| År   | Ceremoni                | Kategori                      | Mottagare | Resultat  |
| ---- | ----------------------- | ----------------------------- | --------- | --------- |
| 1988 | Soul Train Music Awards | Best R&B/Soul Single – Female | Jackson   | Nominerad |

### Kommersiell respons
I USA blev "The Pleasure Principle" Jacksons tredje singelutgivning att nå toppen på dansmusiktopplistan Hot Dance Club Play. På övriga singellistor av musiktidningen hade låten en trög start, jämfört med Jacksons tidigare singlar från Control. Enligt Billboard-skribenten Paul Grein berodde det på att A&M hållit tillbaka en fullskalig utgivning av singeln så att den inte skulle krocka med utgivningen av "Diamonds", Jacksons samarbete med Herb Alpert. "The Pleasure Principle" gick in på plats 78 på poplistan Billboard Hot 100 i numret daterat 23 maj 1987. Den 1 augusti 1987 nådde den plats 14, vilket blev dess topposition på listan. Enligt musikjournalisten Fred Bronson blev den Jacksons enda musiksingel på den amerikanska musikmarknaden sedan 1985 att missa topp-tio på singellistan. Låten behöll utmärkelsen fram till 2001 när "Son of a Gun (I Betcha Think This Song Is About You)" placerade sig lägre, på plats 28. På R&B-listan Hot Black Singles gick låten in på plats 61 den 30 maj 1987. I tredje veckan på listan nådde den plats 45 och den 4 juli gick den in på topp-20. Den noterades på tiondeplatsen den 11 juli innan den till sist nådde förstaplatsen den 8 augusti. Den blev därmed den femte listettan från Control och förlängde hennes rekord med flest antal listettor på Hot Black Singles från samma album. I Billboard konkurrenten Cash Box noterades "The Pleasure Principle" som högst på plats 13 på poplistan Top 100 Singles och på förstaplatsen på tidningens R&B-lista Top B/C Singles.

## Musikvideo

### Bakgrund och handling

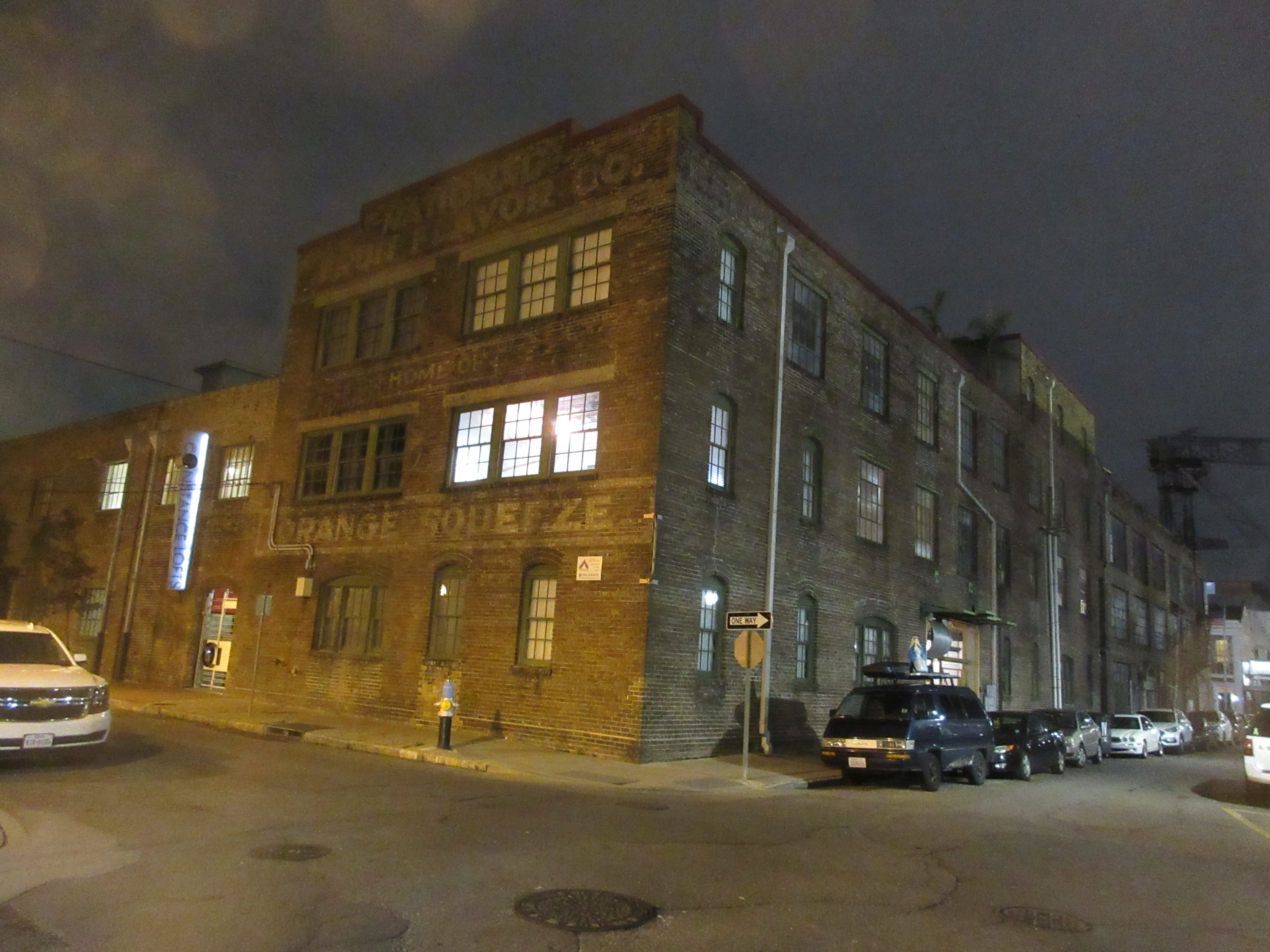
Musikvideon till "The Pleasure Principle" utspelar sig i en gammal lagerlokal (liknande den på bilden).

Musikvideon som spelades in för att marknadsföra "The Pleasure Principle" regisserades av Dominic Sena och hade premiär på MTV den 1 juni 1987. Videon tog två dagar att spela in och koreografin skrevs av Barry Lather. Jacksons stylist och tidigare samarbetspartner Janet Zeitoun samarbetade på stilen till videon, vilket inkluderade längre hår än Jackson var van vid. Videon har beskrivits som "simpel" jämfört med Jacksons tidigare videor och innehåller varken klädbyten eller bakgrundsdansare. Den inleds med Jackson som anländer till en lagerlokal nattetid. Hon tänder upp lokalen som är inredd med möbler, speglar och belysning. Jackson, bärandes en t-shirt och jeans, börjar därefter öva på sin dans samtidigt som hon framför de första textverserna. Koreografin innefattar en stol och ett mikrofonstativ. Vid en tillbakablick år 2021 kommenterade Jackson: "Utseendet, kläderna – väldigt avslappnat. Jag minns att jeans från Guess var väldigt populära vid tidpunkten [...] Målet var en avslappnad video med mig som övade på dans i en stor lagerlokal. Alla frågar vad siffrorna på tröjan betyder och om jag ska vara helt ärlig så minns jag inte, men det var coolt och roligt. Aldrig i mina vildaste fantasier tror man att man skapar något som folk fortfarande kommer gilla i flera generationer. Jag gjorde bara mitt jobb och försökte göra så bra jag kunde i varje scen. Men jag älskar att den inspirerat människor på så många olika sätt, det får mig att må väldigt bra."

### Mottagande
Vid prisceremonin MTV Video Music Awards år 1988 vann videon i kategorin Best Choreography och mottog även en nominering i kategorin Best Female Video. Musikvideon har lyfts fram av flera musikjournalister som ikonisk och som en av Jacksons bästa i karriären. Clash beskrev den som "en av de mest inflytelserika musikvideorna någonsin".
Vid en recension av musikvideoalbumet Rhythm Nation Compilation (1989), kommenterade Wendy Robinson från PopMatters: "Det här är den första musikvideon med Jackson helt ensam, hon har en stilig ny hårfrisyr och introducerar en serie nya spännande danssteg." Leonie Cooper från The Guardian kommenterade: "Barry Lathers koreografi är spännande och vågad. Den handlar inte om att vara sexig, utan tuff. I den här lustprincipen är Jackson inte den som tar skit. Den må sluta med hennes wailande 'love me, love me', men man får verkligen känslan att hon är totalt obrydd om du gör eller inte gör det. Hon är för upptagen med att befästa sin status som en ikon, men också några djupa vadstretchningar." Cooper konstaterade: "Det må finnas smärta i låttexten, men det märks inte i videons industriella miljö. Janet svettas knappt trots att hon rör sig obehindrat i non-stretch-jeans med hög midja. Det är en triumf för alla stela textilier. Den här kvinnan behöver inte spandex för att kunna röra sig, bara några dyra kvadratmeter på Manhattan.

### Arv och inflytande
Musikvideon har inspirerat flera andra artisters arbeten, däribland Mýa, Ciara, Tinashe och Normani. År 2016 kommenterade Datwon Thomas från Vibe Magazine att Jackson "personifierat betydelsen av tematiska visioner, att sälja skivor och vara kreativt nytänkande. 'The Pleasure Principle' gjorde scener med solodans till en 'grej'." År 2018 beskrev Cooper videon som en av de mest inflytelserika inom pop och att den förändrat poplandskapet sedan utgivningen då den "etsat sig fast i hjärnbarken hos generationer av musikvideoregissörer." År 2000 refererade Britney Spears till "The Pleasure Principle" och musikvideon till singeln "Miss You Much" (1989) i videon till hennes "Stronger". Spears' musikvideoregissör bekräftade att iden bakom delar av videon kom från "den ikoniska sekvensen med stolen" i "The Pleasure Principle". I en recension av Spears video kommenterade The Round Table Online: "Ms. Spears ger oss hennes bästa Janet Jackson-imitation med imponerande danskoreografi."

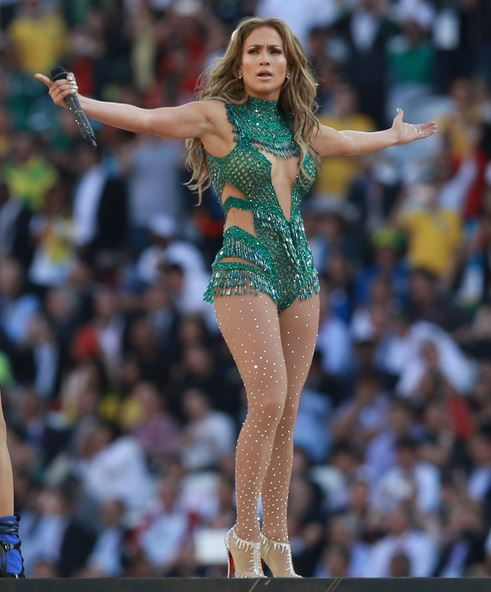
Jennifer Lopez (på bilden) berättade för Billboard att "The Pleasure Principle" var anledningen att hon började med dans.

År 2006 anklagades Cassie för att kopiera konceptet bakom "The Pleasure Principle" i hennes video för singeln "Me & U". Cassie svarade i en intervju: "Jag är ett diehard Janet Jackson fan. Många jämför min video med hennes till 'The Pleasure Principle'. Jag övade bara på dansen till min låt framför spegeln, de filmade mig och skivbolaget tyckte det materialet var perfekt till musikvideon. Jag skulle älska att få skugga hennes karriär. Hon är otrolig, från hennes dansrörelser till hennes sångröst." År 2016 släppte Kanye West musikvideon till hans "Fade", där inkluderandet av Teyana Taylor som dansade inoljad var en nickning till Jacksons videokoncept.
Jennifer Lopez kommenterade att Jackson och "The Pleasure Principle" var den huvudsakliga inspirationen bakom hennes dans och musikvideor. Hon utvecklade i en intervju med Billboard år 2018: "Den var min favoritvideo någonsin, något den fortfarande är. Jag är exalterad för hennes skull. Hon förtjänar allt [erkännande] hon får. Hon är en musikikon från en ikonisk familj." Den franska sångerskan Christine and the Queens beskrev videon som en inspiration och delgav sin tolkning i en intervju med BBC Radio 1: "Den har en vacker och intim känsla för hon uppträder ensam och hon äger smärtan genom sina dansrörelser". År 2018 refererade Diplo, Mark Ronson och Dua Lipa till "The Pleasure Principle" i deras musikvideo för låten "Electricity". Deras video beskrevs av The Guardian som en "mer sexualiserad version" där Dua Lipa bar liknande kläder som Jackson med visade mera hud. Videon eliminerade även Jacksons "kvinnliga oberoende" genom inkluderandet av flera barbröstade, inoljade män.

## Liveframträdanden

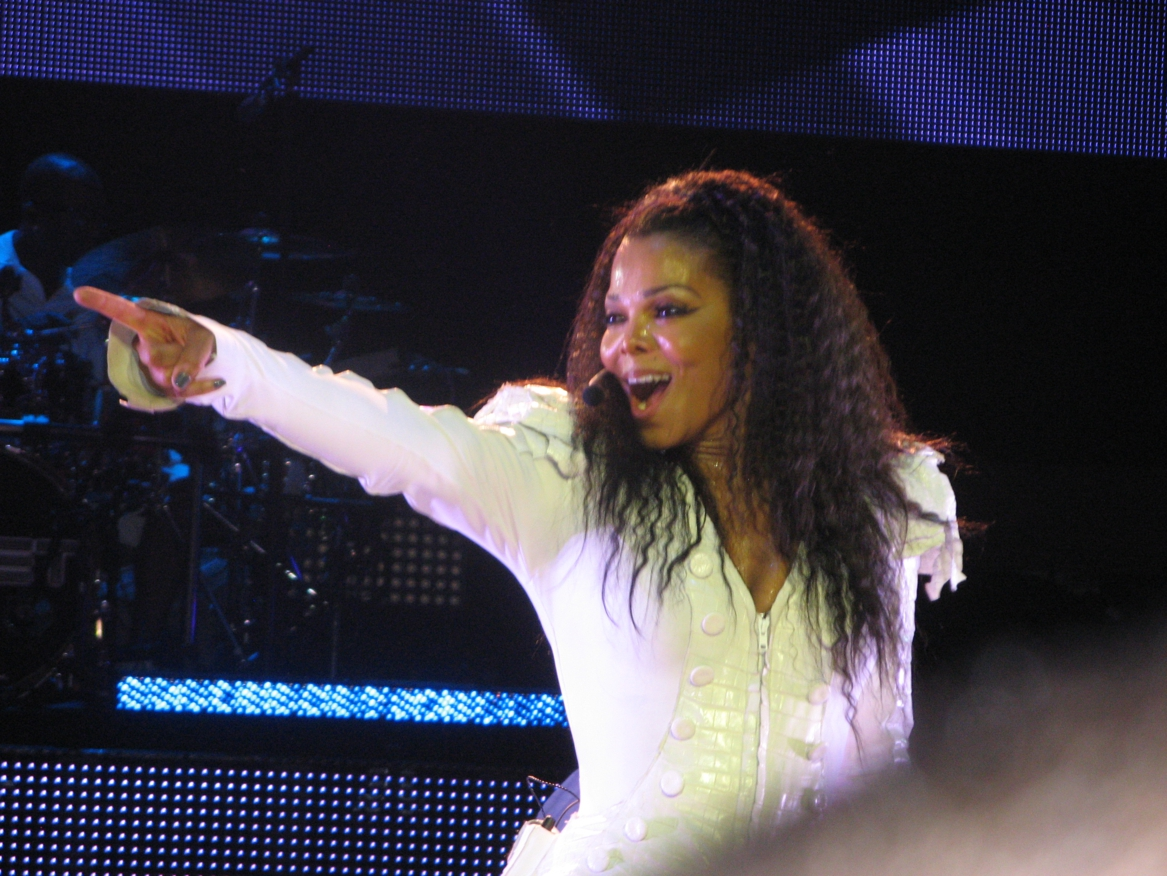
Jackson, under ett uppträdande på konsertturnén Number Ones, Up Close and Personal (2011).

Jackson har framfört "The Pleasure Principle" på de flesta av hennes konsertturnéer, förutom på Janet World Tour och All for You Tour. År 1998 ingick låten i ett "högintensivt" medley tillsammans med "Control", "Nasty" och "Throb" på The Velvet Rope Tour. Medleyframträdandet den 11 oktober 1998 vid Madison Square Garden i New York City sändes på TV med namnet The Velvet Rope: Live In Madison Square Garden av HBO. Det inkluderades även på DVD-utgivningen The Velvet Rope Tour: Live in Concert år 1999.
Den 4 december 2006, under ett uppträdande för att marknadsföra sitt nionde studioalbum 20 Y.O., var Jackson öppningsnumret till Billboard Music Awards med ett medley bestående av "Control", "The Pleasure Principle" och den aktuella singeln "So Excited". På sin första konsertturné på sju år, Rock Witchu Tour (2008), valde Jackson att inleda med ett medley bestående av "The Pleasure Principle", "Control" och "What Have You Done for Me Lately". Efter intromusik gjorde hon entré under fyrverkerier och rök, bärandes en Mohawk-inspirerad hårfrisyr. Låten inkluderades även som öppningsnummer på hennes turné Number Ones, Up Close and Personal år 2011. Hon inkluderade låten på både Unbreakable World Tour (2015-2016) och State of the World Tour (2017-2019) i ett medley tillsammans med "What Have You Done for Me Lately" and "Control". Jackson inkluderade även låten i Las Vegas-showen Janet Jackson: Metamorphosis (2019) samt konsertturnén Janet Jackson: Together Again (2023-2024). 

## Arv
Trots att "The Pleasure Principle" var mindre framgångsrik än de övriga musiksinglarna från Control och att musikvideon beskrivits som mera "ikonisk" än själva låten, har den ofta inkluderats på listor över Jacksons bästa verk i karriären. Den har även blivit en favorit bland Jacksons fans och inkluderats på flera av hennes samlingsalbum, däribland Design of a Decade: 1986–1996 (1996) och Number Ones (2009). År 2005 rankades den i Rock Song Index: The 7500 Most Important Songs for the Rock and Roll Era av musikjournalisten Bruce Pollack. År 2022 inkluderade Rolling Stone Pettibones dansmix av "The Pleasure Principle" på deras lista över de 200 bästa danslåtarna någonsin skapade.

## Format och låtlistor
Enligt Discogs finns det 48 utgivningar av "The Pleasure Principle". Nedan listas ett urval som ej är identiska.
| 1. | "The Pleasure Principle" (Long Vocal) | 7:23 |
| 2. | "The Pleasure Principle" (A Capella)  | 4:23 |
| 3. | "The Pleasure Principle" (12" Dub)    | 5:58 |
| 4. | "The Pleasure Principle" (7" Vocal)   | 4:13 |

| 1. | "The Pleasure Principle" |                               | 4:58 |
| 2. | "Fast Girls"             | Jesse Johnson Peter Martinsen | 3:18 |

## Medverkande
Information hämtad från Discogs
- Janet Jackson – sång, bakgrundssång, medproducent, sångarrangemang
- Monte Moir – producent, låtskrivare, arrangemang (sång, rytmer)
- Steve Wiese – medproducent
- Tuta Aquino – klippning
- Bob Rosa – ljudtekniker
- Shep Pettibone – producent (remix)
- Ted Jensen – mastering
- John McClain – chefsproducent
- David LaChapelle – fotografi

## Topplistor
| Lista (1987)                        | Topplacering |
| ----------------------------------- | ------------ |
| USA Billboard Hot 100               | 13           |
| USA Hot Black Singles (Billboard)   | 1            |
| USA Hot Dance Club Play (Billboard) | 1            |
| USA Dance Singles Sales (Billboard) | 8            |
| USA Cash Box Top 100 Singles        | 13           |
| USA Top B/C Singles (Cash Box)      | 1            |

| Lista (1987)                          | Topplacering |
| ------------------------------------- | ------------ |
| USA Hot Crossover Singles (Billboard) | 7            |
| USA Hot Dance Club Play (Billboard)   | 20           |
| USA Hot Black Singles (Billboard)     | 34           |

## Utgivningshistorik
| Land | Datum       | Utgåva     | Format | Skivbolag | Ref.  |
| ---- | ----------- | ---------- | ------ | --------- | ----- |
| USA  | 15 maj 1987 | Radio Edit | Radio  | A&M       | [ 7 ] |